# Gernot Mörig
Gernot Mörig (* 23. März 1954 in Braunschweig) ist ein Aktivist innerhalb der rechtsextremistischen Szene. Deutschlandweit bekannt wurde der frühere Zahnarzt als Initiator eines Treffens von Rechtsextremisten in Potsdam, über das im Januar 2024 breit in den Medien berichtet wurde. In den Siebzigerjahren fungierte Mörig beim Bund Heimattreuer Jugend (BHJ) als Bundesführer.

## Leben
Mörig wuchs in Braunschweig auf und absolvierte nach seinem Abitur 1974 zunächst eine Zahntechnikerausbildung. 1979 begann er mit einem Studium der Medizin und Zahnmedizin an der Universität Göttingen. 1985 erfolgte die Approbation und die Promotion zum Dr. med. dent. Nach einer vierjährigen Assistenzzeit in einer Privatpraxis ließ er sich 1989 als Zahnarzt in Düsseldorf nieder. Nur wenige Monate später gab Mörig seine Kassenzulassung zurück und wandelte seine Praxis in eine Privatpraxis um. Im Jahr 2001 erweiterte er sein Behandlungsangebot. Aus seiner bisherigen Zahnarztpraxis wurde die „ganzheitlich“ ausgerichtete „ZahnGesundheit Oberkassel“. Hier arbeitete er mit drei weiteren Spezialisten als Zahnarztteam zusammen. Er behielt bis 2018 die Leitung des Unternehmens.
Als Mentor der „Studiengruppe für ästhetische Zahnheilkunde“ beim Karl-Häupl-Institut wirkte er nebenher von 1996 bis 2005. Von 2001 bis 2004 war er außerdem Vorstandsmitglied der Deutschen Gesellschaft für Ästhetische Zahnheilkunde (DGÄZ) und gleichzeitig Leiter der Zertifizierungskommission zum „Spezialisten für ästhetische Zahnmedizin in der DGÄZ“. Ab 2008 war Gernot Mörig Lehrbeauftragter der Universität Düsseldorf. Er arbeitete an der Weiterentwicklung und praktischen Anwendung der von Stefan Neumeyer erarbeiteten Extrusionstherapie, einer neuartigen Therapie zum Knochenaufbau.
2018 verlor Mörig wegen seines Engagements in der rechtsextremen Szene seinen Lehrauftrag: Studenten hatten seine rechtsradikalen Aktivitäten aufgedeckt und gemeldet.
Mörig lebt am Chiemsee in Bayern.

### In der völkisch-rechtsextremen Bewegung
Schon in seiner Schulzeit engagierte sich Gernot Mörig in völkisch gesinnten Kreisen und avancierte 1977 zum Bundesführer der rechtsextremen Organisation Bund Heimattreuer Jugend (BHJ). Dieses Amt hatte er bis einschließlich 1979 inne. Laut den Autoren Peter Dudek und Hans-Gerd Jaschke kann Mörig „als der entscheidende Mann gelten“, der dem BHJ „ein zeitgemäßeres Image“ gab. Beim 24. Pfingsttreffen der nationalen Jugend 1978 hielt er in dieser Eigenschaft die Eröffnungsrede, in der er unter anderem über die Gemeinsamkeiten der dort versammelten völkischen Jugendbünde sprach; sie vereine „eine gemeinsame Idee, ein gemeinsamer Wille und ein gemeinsamer Glaube an unser Volk“. Im selben Jahr beteiligte er sich gemeinsam mit dem NPD-Gründungsmitglied Alfred Manke an einer Spaltung des rechtsextremen Deutschen Kulturwerks Europäischen Geistes (DKEG), aus dem dann die Deutsche Kulturgemeinschaft (DKG) hervorging. Diese neue Vereinigung entwickelte sich zum Netzwerk völkischer und neonazistischer Kulturinitiativen. Ihre jährlichen Norddeutschen Kulturtage waren geprägt von geschichtsrevisionistischen Narrativen und von der besonderen Ehrung nationalsozialistischer Schriftsteller wie Hans Grimm, Herbert Böhme und Erwin Guido Kolbenheyer. Zu den Zielen des DKG gehörte jedoch vor allem die „Schulung und Heranziehung von neufaschistischen Führungskadern“.
In dem 1981 von Mörig herausgegebenen Buch Deutschlands junge Zukunft empfahl er für seine „neofaschistischen Kreise“ die Verwendung von mittelhochdeutschen Liedern, die damals von unpolitischen Gruppen wie Ougenweide, Zupfgeigenhansel und Elster Silberflug, begleitet von akustischen Instrumenten, neu vorgetragen wurden. „Auf diese Art und Weise“ – so Mörig – „erleben die ältesten deutschen Sprachzeugnisse eine wichtige Wiedergeburt in breiten Kreisen der Bevölkerung. Das stärkt das Selbstbewußtsein unseres Volkes, dem ewig eingeredet wird, daß es von ,halbwilden' Germanen abstamme und lediglich eine Verbrechergeschichte hinter sich habe.“
Im Jahr 1985 gründete Mörig das rechtsextreme Schulungsprojekt Arbeitskreis für Politik und Kultur, das sich von der bereits erwähnten DKG, die in den Jahren zuvor mit der Berliner Kulturgemeinschaft Preußen fusioniert worden war, abspaltete. Der Arbeitskreis hielt 1985 und 1986 unter dem Namen „Norddeutsches Forum“ zwei Vortragsveranstaltungen ab. In diesem Zusammenhang wurde Mörig zuletzt namentlich im Verfassungsschutzbericht 1986 erwähnt.

### Initiator des Geheimtreffens von Rechtsextremisten in Potsdam am 25. November 2023
Gemeinsam mit Hans-Christian Limmer lud Mörig 2023 mit einem Schreiben zu einem Geheimtreffen von Rechtsextremisten am 25. November 2023 nach Potsdam, was vom Recherchenetzwerk Correctiv publik gemacht wurde. Während Limmer nach eigenen Angaben nur die ersten Briefe unterzeichnete, verfasste Mörig einen weiteren Brief, in dem es hieß, dass es bei dem für den 25. November 2023 geplanten Treffen um die „Remigration“ gehen sollte – unter dem euphemistischen Begriff verstehen Rechtsextremisten die Idee, Menschen mit ausländischen Wurzeln in ihre Herkunftsländer zurückzuschicken, auch deutsche Staatsbürger. „Kein Geringerer als Martin Sellner“ werde sein Konzept dazu vorstellen. Aus diesem Schreiben geht demnach klar hervor, dass alle Konferenzteilnehmer im Vorfeld über den Referenten und dessen Referatsthema informiert waren.
Nach Recherchen der Wochenzeitung Die Zeit fanden auf Initiative Mörigs und Limmers, des ehemaligen Mitgesellschafters der Restaurantketten Hans im Glück und Pottsalat, vor dem Potsdamer „Geheimtreffen“ im November 2023 mindestens sechs ähnliche Zusammenkünfte statt. Danach soll es bei einem „5. Düsseldorfer Forum“ um die Sammlung von Geld für rechtsextreme Projekte gegangen und zu einem weiteren Treffen am 15. Oktober 2022 eingeladen worden sein. An diesem Treffen – so Die Zeit – nahm vermutlich auch der AfD-Vorsitzende Tino Chrupalla teil. Die Treffen hätten allesamt zum Ziel gehabt, rechte Politiker und Funktionäre mit Geldgebern in Kontakt zu bringen, um ihre rechtsradikalen Vorhaben finanziell zu unterstützen, so Die Zeit.

### Netzwerk
Mörig selbst bestätigte, dass er mehrfach bei Veranstaltungen des früheren Verfassungsschutzchefs Hans-Georg Maaßen sowie der Werteunion anwesend war. Anfang Juli 2023 gehörte er zum handverlesenen Kreis der Gäste einer Spendengala der Werteunion, die bei Gloria von Thurn und Taxis auf Schloss St. Emmeram stattfand und mit der die juristische Gegenwehr gegen das laufende Parteiausschlussverfahren Maaßens aus der CDU finanziert werden sollte. Nicht alle Teilnehmer der Werteunion waren sich jedoch anscheinend über diese Spendenwidmung im Klaren; einige beschwerten sich anschließend in einem Brandbrief darüber. Nach mehreren Medienberichten spendete Mörig einen niedrigen vierstelligen Betrag an den Verein. Auch zu dem ehemaligen Werteunion-Vorsitzenden Max Otte pflegt Mörig engen Kontakt.
In einem T-Online im Mai 2024 vorliegenden Brief bat Mörig nach dem Bekanntwerden des Treffens in Potsdam die Empfänger um Spenden offenbar zur Deckung von Prozesskosten und zur Finanzierung geplanter Projekte (u. a. ein „alternatives YouTube-Netzwerk“). Gleichzeitig schwor er sie darauf ein, nun „aus der Defensive herauszukommen“ und ein in Potsdam vorgestelltes Projekt voranzubringen, und rief zur „Solidarität mit denjenigen“ auf, über die namentlich berichtet wurde.

### Familie
Wilhelm Mörig, Gernot Mörigs Vater, war Mitglied der SA und ab 1932 Mitglied der NSDAP. Im Entnazifizierungsvermerk zu Wilhelm Mörig heißt es: „Ist für den Öffentlichen und Halböffentlichen [Dienst] nicht tragbar. Nur Tätigkeit in untergeordneter Stellung erlaubt.“ Später war er Mitglied im rechtsextremen Deutschen Kulturwerk Europäischen Geistes.
Die Mitglieder der Familie Gernot Mörig sind ebenfalls in der völkisch-rechtsextremen Szene engagiert. Astrid Mörig, die Ehefrau, nahm während des „Geheimtreffens“ in Potsdam die Spendengelder entgegen. Der Sohn Arne Friedrich Mörig war ebenfalls beim Rechtsextremisten-Treffen in Potsdam 2023 anwesend; er hielt einen Vortrag, in dem er die Idee einer neurechten Social-Media-Agentur, die auch als ein Netzwerk für neurechte Influencer dienen soll, vorstellte. Roland Hartwig, bis Mitte Januar 2024 Berater der AfD-Vorsitzenden Alice Weidel, stellte dafür eine Mitfinanzierung durch die AfD in Aussicht.
Auch die anderen Kinder des Ehepaares Mörig engagierten oder engagieren sich in der rechtsextremen Identitären Bewegung. Eine Tochter ist Mitglied in der Identitären Bewegung Bayern. Zudem bestehen familiäre Verbindungen in die rechtsextreme Szene: So ist eine andere Tochter mit einem führenden Aktivisten der Identitären Bewegung Bayern verheiratet. Eine weitere Tochter ist die Ehefrau von Thore Stein, AfD-Landtagsabgeordneter in Mecklenburg-Vorpommern.

## Veröffentlichungen (Auswahl)
- Erhalt und Regeneration der horizontalen alveolären Dimension. In: Implantologie, Band 22, 2014, Nr. 4, S. 353–363.
- Ein biologisches Behandlungskonzept für die Extraktionsalveole. In: Implantologie, Band 22, 2014, Nr. 2, S. 149–158.
- Indirekte Keramikrestaurationen: Bewährtes und Strittiges – der progressive Ansatz. In: Die Quintessenz, Band 61, 2010, Nr. 5, S. 587–594.
- Guidelines for the Preparation of CAD/CAM Ceramic Inlays and Partial Crowns. In: International journal of computerized dentistry, Band 12, 2009, Nr. 4, S. 309–325.
- Ausgewählte entscheidungsrelevante Variablen subjektiver Bereitschaft alter Menschen zur Neuadaptation an totale Zahnprothesen (Dissertation). Selbstverlag, Düsseldorf 1985.
- (Herausgeber:) Deutschlands junge Zukunft. Jugendliche Antworten auf Fragen der Zeit. Arndt-Verlag, Kiel 1981.